# 托德莫登
托德莫登（英語：Todmorden）是英格蘭的一個城鎮和民政教區，位於西約克郡，距曼徹斯特有17英里。2001年有人口14,941人，2011年增加至15,481人。這一地名首次出現是在1641年。